# Johan Hörnell
Johan Hörnell, född 29 december 1764 i Hörnett i Själevads socken, död 25 maj 1838 i Arnäsvall i Arnäs socken, var en svensk präst.
Hörnell prästvigdes 1791 vid 25 års ålder  och blev då adjunkt i Bygdeå församling, där han stannade i 13 år. 1804 blev han läroverkslärare i  Piteå och året därpå adjunkt i Lövångers församling. I januari 1807 utnämndes han till komminister i Råneå församling och fungerade som sådan under detta år, som var ett så kallat nådår, men tillträdde tjänsten 1808. Åren 1813–1815 skötte han kyrkoherdens sysslor som vice pastor och avlade pastoralexamen 1818. Under tiden i Råneå verkade han för inrättandet av ett lasarett i det nybildade Norrbottens län och engagerade sig i uppbyggandet av ett nytt skolhus i Luleå. År 1819 var han predikant vid prästmötet i Piteå. 1823 utnämndes han till kyrkoherde i Arnäs församling med tillträde samma år. År 1830 blev han prost.
Hörnell var son till bonden Per Persson i Hörnett och gift med Eva Christina Turdfjæll, som var dotter till majoren Jonas Turdfjæll. Av makarnas tio barn levde två till vuxen ålder, dottern Margaretha Catharina Hörnell som gifte sig med prosten Isak Nydahl i Gudmundrå och löjtnanten Anders Reinhold Hörnell som var lantmätare i Umeå.